# 順位制
順位制（Dominance hierarchy）とは、動物における個体群内の構造のひとつで、同種集団の中の個体間に強弱の区別があり、それに基づく互いの行動が集団の秩序の確保に寄与しているようなものを指す言葉である。

## 概説
動物の集団の中で、他個体と対立する場面は数多い。たとえば餌を求める場合、同種が求める餌は同じであり、その数に限りがあるのが普通だから、取り合いになりがちである。そのために闘争を繰り返すとすれば、集団は維持できない。それに対して、個体間の優劣が判明すれば、それ以降は闘争を避ける仕組みがあれば、そのような衝突は少なくなるはずである。この例が順位制である。
順位制を持つ動物に於いても、けんかが起きないわけではない。初顔合わせの二頭のどちらが優位かはやってみなければわからないし、時間経過と共にその強弱も変化するであろう。しかし、一旦その優劣が決まると、それ以降は毎回優劣を決めなくても、たとえば劣者が優者に譲るというようにすれば、集団内の秩序は確保されるであろう。
順位性とされるものは自然な動物集団や人工的なそれなど様々な様子で見られ、内容も多彩であるが、それが本当に社会秩序の保持に役立つものであるかどうかなど、吟味すべき問題は多い。広く考えて、集団を構成する個体間に優劣関係を認めればそれを順位制と認める立場もある。しかし、順位が観察されたからといってそれは必ずしも順位性の存在を認めるものではないとの考えから、順位関係 dominande-subdomination relationship を区別する論もある。そういう観点から、その順位が集団の秩序の維持に役立っている場合にのみそれを順位制と認める、と言う説もある。さらに、順位の違いによって個体の行動も異なり、極端な例では上位個体が群れ全体の動きに対して決定的な役割を持つ例があり、これをリーダーというが、このリーダーの存在を持って順位制と見なす説もある。
順位制が成立するためには、その集団の個体間で、互いが識別でき、その記憶が長期にわたり保持されることが必要である。また、その構成員があまりに流動的でも成立しないだろうから、ある程度固定された構成員が維持されるものとなるだろう。ほ乳類の群れでは、血縁関係を持つ個体の集団が群れの基礎となっている例が多い。宮地伝三郎はこれを「顔見知りの社会」と表現している。
はっきりした順位制は鳥類とほ乳類で見られる。高度なものでは闘争は往々に儀礼化され、優劣を示す行動は挨拶化し、また時に劣位を援助する行動が見られる。類似のことは闘争にも現れる。魚類など下等なものでは順位が離れたものの間で闘争が起きやすいが、ほ乳類などではむしろ順位が接近したものの間で闘争が行われ、離れたものでは起きにくい。これは順位が集団の秩序の保持に役立っている証拠と言えよう。

## 歴史
順位制の発見は後述のように、ニワトリのつつき行為の研究から発見されたつつきの順位に始まる。この語の提唱者であるアレーを含めて、この頃には複数個体を集めて、互いの間でのけんかの結果で強弱の存在を見る、という形の研究が多く行われた。
その後、ニホンザルの社会構造の研究やローレンツによる動物行動学の発展の中で、より社会秩序を保つ仕組みとして研究されるようになった。
しかしその後、動物行動学や個体群生態学の分野ではいわゆる社会生物学的な研究が主流となり、個体の集団は血縁関係などを中心に見直される流れが出来、その結果として見直された部分も多いが、順位制のような現象そのものへの関心は低くなっている模様である。

## つつきの順位
順位制が初めて報告されたのは、ニワトリに関するトルライフ・シェルデラップ＝エッベの1913年の研究である。ここではニワトリ間のつつき合いから、つつく側とつつかれる側が区別されることが観察され、それにはっきりした序列があることが認められた。具体的にはもっとも上位の個体はそれ以外のすべての個体をつつき、二位の個体は一位個体以外のすべてをつつく。最下位の個体は誰もつつかず、ビリ二位のものは最下位の個体のみをつつく、という案配である。これはそれぞれの二個体を取り出して一緒にしても同じで、上位が下位を一方的につつく。実際にはごく一部で乱れがあったものの、ほぼ一直線の序列があることが確認された。
ニワトリの集団を作ると、まずあちこちでけんかが始まり、この中でこのような序列が形成される。一旦これが形成されると、下位個体は上位個体を避けるので集団内のけんかの数ははるかに減少する。また、この順位はある程度の期間は維持される。
このような順位はアレーによって1938年に「つつきの順位」(peck order、pecking order)と名付けられた。これを契機に、人為的な環境に特定の動物を複数閉じこめ、互いの行動を調べ、攻撃の方向を調べることで順位を見る研究が様々な動物で行われた。それらはそこに含まれる各個体間での勝敗、あるいはそれに類するものを書き込んで作られる総当たり星取り表のようなソシオグラムが使われた。それによって、やや異なる状況も見いだされた。たとえばBennetが1939年に調べたモリバトの場合、つつかれる側がつつき返す例があり、どちらが優位であるかは統計的判断が必要であった。また、水槽のメダカでの例では、最優位の個体は明確だが、それ以外の個体間にははっきりした優劣がないと判断された。その他様々な無脊椎動物でも同様の実験が行われ、順位制を認めた例もある。
しかし、これらの研究は人為的な空間に強制的に同居させる実験によるもので、それが自然な集団で見られるものと同じであると見るべきではない。上記のような優劣判断が統計処理によらなければ判断できないような場合、むしろ順位が成立していないと判断すべきだとの声もあり、攻撃を受けた側が反撃せず回避するのが成立していて初めて順位制とすべきだという。

## 縄張りとの関係
また、同じように順位制の存在を認めるかどうかで問題となる例に、縄張り制との関連がある。たとえば、メダカなど魚類を水槽に入れる例では、次第に攻撃の回数が少なくなり、そこに直線的な順位が認められる例があるが、具体的な行動を見ると、実は順位の高い方から優位な場所に縄張りを作り、他者の縄張りに入らなくなるためである、という場合がある。この場合、集団の秩序を守っているのは、順位制よりはむしろ縄張りであると見るべきである。
縄張り制そのものは順位制とは無関係だが、縄張り制に順位制が結びつく例は多い。トノサマガエルの配偶行動ではまず格闘によって順位が定まり、上位のものから優位な位置に縄張りを作る。このような縄張りの場合、見かけの闘争の結果は順位を反映しないこともある。劣位なものであっても、自分の縄張り内では優位に立つ例が少なくないからである。

## 餌との関係
二匹の間に、ミカンなどを投げ入れ、どちらが優先して取るかで序列を確認できる。

## 分類群との関係
順位制は主として高等な脊椎動物に見られる。そのあり方は分類群によっても異なる。

### 無脊椎動物
無脊椎動物でも順位制を確認したとの報告があるが、その多くは上記のような観点からは疑問が多い。明らかに順位制が見られるのはアシナガバチである。この類の一部には複数雌が営巣をする場合があり、その際、雌個体に順位がはっきりしている。最優位の雌のみが産卵し、劣位雌の卵巣は次第に退化し、働き蜂的になり、そのように行動する。最優位の雌が死亡すると次位の雌が産卵を始める。

### 魚類・両生類・は虫類
脊椎動物でも、魚類では上記のような縄張りにまつわる順位が知られている程度である。その点は、両生類、は虫類でもほぼ同様である。例外的に順位制がはっきり見られる例がアメリカニセカメレオン Anolis carolinensis で知られている。この種では雄が縄張りを持ち、その内部に複数の雌を維持するが、縄張り雄の間に順位が見られ、また縄張り内の雌の間にも順位が見られる。どちらの性でも順位の高いものが優先して交尾をする。同様の例はほかのトカゲ類にもあると見られる。

### 鳥類
鳥類では、基本的に一夫一妻制のものが多く、それが複数集まった集団や、それを無視した大集団が作られる。そこに上記の「つつきの順位」が見られる例が多く、野外の集団でも確認されている。ローレンツは飼育したものではあるが、自由に外に出ることの出来る十数羽のコクマルガラスの群れで直線的な順位を観察した。また、ある時その群れの若鳥が渡りの集団(100羽以上だった)に紛れ込んでしまった際に、群れの老鳥が探し出してつれ戻ったことを記録している。類似の報告はほかにもあり、それらの例では群れの中の個体に互いの識別が完全に出来ていることを示している。しかし、鳥にははるかに大きな群れを作る例も多いから、それらにおいてもこのような順位制や個体間の識別が出来ているかは疑問であるとの指摘もある。

### ほ乳類
ほ乳類では非常に多くのもので見られ、その内容も複雑である。人工的な条件での順位制も確認されているが、野外におけるそれも多く確認されている。それらはこれまで述べた群より複雑である。順位を確認するための闘争は往々にして儀礼的になり、また優位のものが一方的に劣位のものを押しのけるだけでない例も知られる。ほ乳類では一夫多妻や乱婚が多く、集団は往々にして同性の決闘集団を中心として形成され、順位はたいていは同性間で見られる。
たとえばオーストラリアの疎林に住むワラビーの1種(Macropus parryi)では数十個体の群れを作り、その中の雄では直線的な順位制が見られた。雄同士は立ち上がって闘争の姿勢を取り、相手がこれに応じると前肢で相手をたたき、あるいは取っ組み合って戦うが、その手順は儀礼化されている。優劣が決まると、劣位のものは優位のものに席を譲るなどの行動が見られるようになる。
順位は雌雄をまとめて全個体に見られる例（カイウサギなど）もあるが、多くの場合に雌雄別々になっている。シカやサルではその群れは往々に血縁関係にある雌を中心に構成され、これに成熟雄が加わるが、このような場合、雌に順位が見られる例が多い。

### サルの場合
また、下位のものを手助けするような行動が見られる例もある。ニホンザルでは雌や子どもに餌を譲ることが観察され、この場合、優位の雄は唇をふるわせる行動などによってそれを示す。あるいは劣位のものにわずかな時間だけグルーミングをさせたのち、その見返りのように餌をとらせた、との観察もある。
さらに複雑な例として、他個体の順位に依存した行動が見られることがあげられる。たとえば赤ん坊ザルの場合、本人同士より、往々にして母親の順位が影響を与える。また、下位の雄がボスの前でより下位の雄を攻撃する例が知られており、これは上位雄のお先棒担ぎのような行動であるという。
なお、サルをペットにした場合に喜ばれない行動にも、これに起因するものがある。サルは飼育している家族にも順位制を当てはめ、そこに自分を位置づける。その際、父親を最上位と認めるが、そのため、父親と子どもが一緒にやってくると、父親を背景に子どもを脅したりすることがある。

### 人間が位置づけられる例
順位制は同種の群れの内部で成立するものであるから、当然ながら他の種が関わることはない。しかし、上記のようにサルを飼育した場合にはサルは家族の人間を順位の中に位置づける様子が見られる。これが自然の群れでも起こることもある。インドでラングールというサルの群れを尾研究していた女性研究者が、うっかり群れの若い雌を叩いてしまったところ、次に出会ったとき、この雌は彼女に下位としての挨拶をしたという実例があるとのこと。

## リーダー制
さらに、ニホンザルでは最上位の雄は下位の個体間のけんかに介入することがある。あるいは秩序を乱す個体に対して制裁を行う例もある。このような個体は単なる順位の高さ以上の役割を群れに対して担うものなので、これをリーダー（古くはボスザルと言った）と呼び、このような個体を含む集団のあり方をリーダー制という。
ただし、ニホンザルにおけるこの系列の観察は、餌付け集団というやや特殊な条件下で行われたものであり、サル一般で論じるのは問題との見方もある。しかし、下位の個体間の闘争に介入する例そのものはコクマルガラスの群れでも観察されている。
集団の中のリーダーはアルファ個体、第2位の副リーダーはベータ個体と呼ばれる。

## 順位制の利点
順位制は、基本的には集団がある場合にその内部の秩序を保つことにある。言い換えると、集団になっていない場合に順位制の利点はない。したがって、まず群れになる利点があり、その上で群れを維持する機能として順位制が発達したものと考えられる。つまり順位制は群れる理由にはならない。群れを作る利点については該当項目を参照されたい。
順位制は群れ内部の個体それぞれに優劣を作り、その行動を変化させる。その結果、得られるものは順位によって異なる。当然ながらより優位なものほど、食物や配偶者などに関して優遇され、劣位のものは少ない取り分で満足しなければならない。したがって、劣位のものにとっては順位制は利益にならないと考えられる。そのような個体が集団から去らないとすれば、群れでいることの利点がそのような損失を上回るためと考えられる。